# Ma Haijun
Pour les articles homonymes, voir Ma.
Dans ce nom, le nom de famille, Ma, précède le nom personnel.
Ma Hai Jun ou Ma Haijun (chinois simplifié : 马海军), né le 1er janvier 1985, est un coureur cycliste chinois. Passé par le centre mondial du cyclisme, il termine en particulier 5e du Tour de Hainan (2.1) en 2007.

## Biographie
En 2007, il devient champion du monde du contre-la-montre Élite B, devant Christopher Froome.

## Palmarès
- 2006
  -  Champion de Chine sur route
  - 2e du championnat de Chine du contre-la-montre
  - 3e du Tour de la mer de Chine méridionale
- 2007
  -  Champion du monde du contre-la-montre Élite B
  - 7e étape du Tour de la mer de Chine méridionale
  - 2e au championnat de Chine du contre-la-montre
  - 2e du Tour des Pays de Savoie[3]
  - 3e du Prix du Saugeais

## Classements mondiaux
| Année         | 2006 | 2007 | 2008 | 2009 | 2010 | 2011 | 2012 |
| ------------- | ---- | ---- | ---- | ---- | ---- | ---- | ---- |
| UCI Asia Tour | 169e | 88e  | 34e  |      | 178e |      | 173e |